# Font mystica y sagrada del paradis de la iglesia
Font mystica y sagrada del paradis de la iglesia, és un cèlebre llibre religiós del segle xviii escrit pel Pare franciscà Francesc Baucells. Era un llibre divulgatiu, en català, que explicava de manera breu i entenedora tota la doctrina cristiana perquè la poguessin aprendre la gent més humil. La primera edició data de 1704, sent reeditada una dotzena d'ocasions més fins al 1765; 7 en català i posteriorment 5 traduïdes al castellà per Thomas Piferrer. El seu èxit va fer, precisament, que es reedités cinc vegades a Barcelona, i una altra a Girona i Figueres per diferents estampadors, impressors i llibreters (Joseph Texidò, Joseph Brò, Joseph Giralt, Ignaci Porter) al llarg de varies dècades: 1711, 1737, 1747, 1762.